# Filtru (optică)

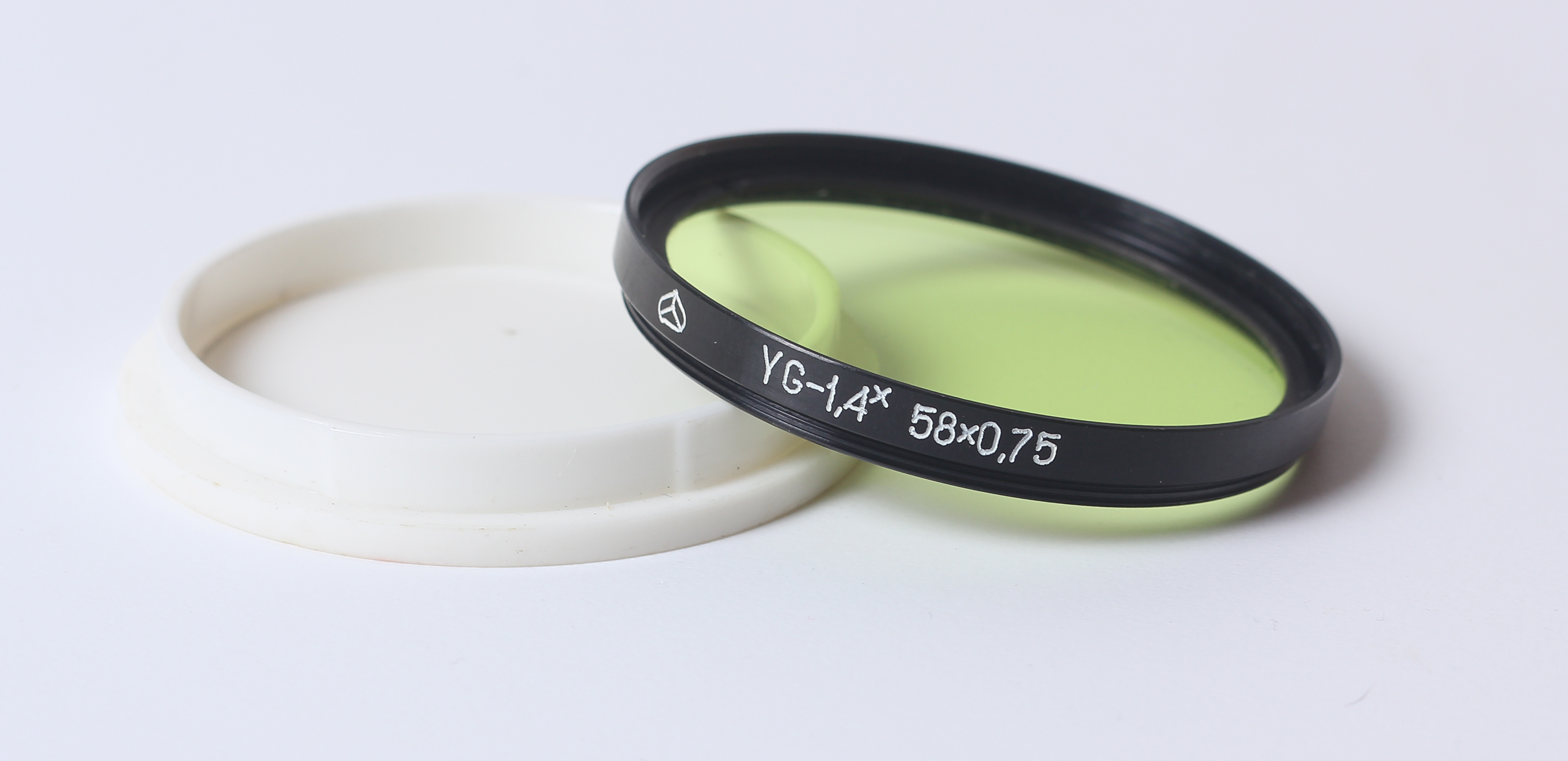

În optică, un filtru este un dispozitiv care lasă să treacă o parte din radiația luminoasă, fără să-i fie afectat drumul.
Filtrele sunt utilizate în fotografie, în numeroase instrumente optice, cum sunt cele folosite în astronomie, precum și lumina de scenă din spectacole (teatru, operă, concerte etc).
Se disting trei procedee de filtrare:
- filtrarea prin absorbție transmite sau absoarbe radiația potrivit lungimii de undă în vid. Radiația absorbită sau transmisă poate fi vizibilă, determinată de culoarea filtrului; dar poate fi și infraroșu și ultraviolet;[1]
- filtrarea prin polarizare absoarbe lumina proporțional cu diferența de polarizare față de axa sa;
- un filtru dichroic, sau interferențial, transmite o mică parte din lumină și reflectă restul.

Filtrarea spațială poate utiliza un procedeu optic pentru a selecționa frecvențe spațiale în informație. Ele sunt utilizate în anumite instrumente optice și în contact cu senzorii aparatelor fotografice digitale ca filtru antirepliere.

## Criterii de calitate ale filtrelor
Calitățile cerute filtrelor depind de folosirea lor. Când se află în fluxul formatorilor imaginii, omogenitatea optică, starea suprafeței lor, tratamentul lor antireflex multistrat, caracteristicile lor de difuziune minimă, toate caracteristicile susceptibile de a altera imaginea, sunt deosebit de importante. Când servesc doar la controlarea luminii (de exemplu în aplicațiile de iluminare în spectacole), alte calități, precum sunt soliditatea, masa, rezistența la căldură și prețul, intră în joc.